# 杉田敦 (政治学者)
杉田 敦（すぎた あつし、1959年4月30日 - ）は、日本の政治学者。専攻は、政治理論・政治思想史。法政大学教授。
日本政治学会理事長（2010年 - 2012年）、政治思想学会理事などを歴任。日本学術会議 「安全保障と学術に関する検討委員会」委員長（2016-18）、市民グループ「みんなで決めよう「原発」国民投票」の顧問を務める。群馬県伊勢崎市生まれ、東京育ち。

## 略歴
- 筑波大学附属駒場中学校・高等学校卒業
- 1982年
  - 3月 東京大学法学部卒業
  - 4月 東京大学法学部助手
- 1986年10月 新潟大学法学部助教授
- 1993年4月 法政大学法学部政治学科助教授
- 1996年4月 法政大学法学部政治学科教授
- 2003年 - 2007年 放送大学教養学部客員教授

## 関係者
制度的な指導教官は福田歓一。1期上の兄弟子に川崎修がいる。

## 著作

### 単著
- 『権力の系譜学――フーコー以後の政治理論に向けて』（岩波書店, 1998年）
- 『権力』（岩波書店［思考のフロンティア］, 2000年）
- 『デモクラシーの論じ方――論争の政治』（筑摩書房［ちくま新書］, 2001年）
- 『境界線の政治学』（岩波書店, 2005年）
- 『政治への想像力』（岩波書店, 2009年）
- 『3・11の政治学 震災・原発事故のあぶり出したもの』（かわさき市民アカデミー, 2012年）
- 『政治的思考』（岩波書店［岩波新書］, 2013年）
- 『両義性のポリティーク』（風行社, 2015年）
- 『権力論』（岩波書店［岩波現代文庫］, 2015年）、上記『権力』と『権力の系譜学』の二冊を再編集したもの
- 『境界線の政治学 増補版』（岩波書店［岩波現代文庫］, 2015年）
- 『自由とセキュリティ』（集英社新書, 2024年）

### 共著
- （佐々木毅・鷲見誠一）『西洋政治思想史』（北樹出版, 1995年）
- （姜尚中・齋藤純一・高橋哲哉）『思考をひらく――分断される世界のなかで』（岩波書店, 2002年）
- （山口二郎）『現代日本の政治』（放送大学教育振興会, 2003年）
- （市村弘正）『社会の喪失――現代日本をめぐる対話』（中央公論新社［中公新書］, 2005年）
- （長谷部恭男）『これが憲法だ!』（朝日新聞社［朝日新書］, 2006年）
- （栗原彬・テッサ・モーリス－スズキ・苅谷剛彦・吉見俊哉・葉上太郎）『3・11に問われて――ひとびとの経験をめぐる考察』（岩波書店, 2012年）
- （吉岡斉、寿楽浩太、宮台真司）『原発 決めるのは誰か』（岩波ブックレット 2015年）
- （長谷部恭男）『憲法と民主主義の論じ方』（朝日新聞出版, 2016年）
- （長谷部恭男・加藤陽子）『歴史の逆流』（朝日新書, 2023年）

### 編著
- 『岩波講座憲法（3）ネーションと市民』（岩波書店, 2007年）
- 『丸山眞男セレクション』（平凡社［平凡社ライブラリー］, 2010年）
- 『連続討論 「国家」は、いま――福祉・市場・教育・暴力をめぐって』（岩波書店, 2011年）
- 『政治の発見（7）守る──境界線とセキュリティの政治学』（風行社, 2011年）
- 『岩波講座政治哲学（4）国家と社会』（岩波書店, 2014年）
- 『ひとびとの精神史（6）日本列島改造――1970年代』（岩波書店, 2016年）
- 『ひとびとの精神史（7）終焉する昭和――1980年代』（岩波書店, 2016年）
- 『岩波講座現代（4）グローバル化のなかの政治』（岩波書店, 2016年）

### 共編著
- （川崎修）『現代政治理論』（有斐閣［有斐閣アルマ］, 2006年）
- （川崎修）『現代政治理論 新版』（有斐閣［有斐閣アルマ］, 2012年）
- （川崎修）『西洋政治思想史資料集』（法政大学出版局, 2014年）
- （大澤真幸・佐藤卓己・中島秀人・諸富徹）『岩波講座現代（1）現代の現代性――何が終わり、何が始まったか』（岩波書店, 2015年）

### 訳書
- P・フォリエ, M・レヴィン, M・リクター, Ch・ペレルマン, S・R・グラウバード『法・契約・権力』（平凡社, 1987年)
- アルバート・O・ハーシュマン『失望と参画の現象学――私的利益と公的行為』（法政大学出版局, 1988年）
- ウィリアム・E・コノリー『アイデンティティ・差異――他者性の政治』（岩波書店, 1998年）
- イアン・バッジ『直接民主政の挑戦――電子ネットワークが政治を変える』（新曜社, 2000年）
- ロバート・ダール『アメリカ憲法は民主的か』（岩波書店, 2003年）
- ウィリアム・E・コノリー『プルーラリズム』（岩波書店, 2008年）